# Mistrz (film 1966)
Mistrz – polski telewizyjny dramat wojenny z 1966 roku, w reżyserii Jerzego Antczaka, według scenariusza Zdzisława Skowrońskiego.
W 1964 powstał spektakl Teatru Telewizji o tym samym tytule, autorstwa tego samego duetu scenarzysta-reżyser. W obu dziełach w roli tytułowej wystąpił Janusz Warnecki. To z myślą o nim Skowroński napisał tę sztukę. Niemal 70-letniego wówczas aktora (1895-1970), zmagającego się z kalectwem, namówił do udziału w realizacji reżyser. Wobec oporów Janusza Warneckiego przed przyjęciem roli, Jerzy Antczak zaproponował by aktor zagrał przez większość czasu siedząc – wstając jedynie w kulminacyjnym momencie, by wypowiedzieć monolog Makbeta. Dzieło znalazło się na liście stu najlepszych w historii Teatru Telewizji przedstawień teatralnych, wytypowanych w sierpniu 1999 przez Akademię Teatru Telewizji.
W 1966 roku film Mistrz zdobył Prix Italia w kategorii „Dramat” (zob. niżej #Nagrody). Recenzenci byli zgodni, że film w dużym stopniu zawdzięcza międzynarodowe laury odtwórcy głównej roli.

## Fabuła
Młody aktor (Ignacy Gogolewski) przygotowuje się do roli Makbeta. Reżyser spektaklu (Zbigniew Cybulski) ma do niego pretensje o słynny monolog ze sztyletem. Aktor, grając, sprawia wrażenie, jakby chciał zabić jakiegoś „upiora”, kogoś kogo widzi, co psuje koncepcję reżysera. Aktor jednak obstaje przy swoim, gdyż odczuwa potrzebę uczczenia pamięci tytułowego „Mistrza”. Opowiada o nim reżyserowi.
Jest rok 1944, czas po powstaniu warszawskim. Młody aktor (który wtedy jeszcze nie ukończył szkoły aktorskiej, gdyż naukę przerwał mu wybuch wojny) po ucieczce z transportu trafia do jednego z podwarszawskich miast, do domu nauczycielki, Zofii Kowalskiej (Ryszarda Hanin). Znajdują u niej schronienie również uciekinierzy z Warszawy, a wśród nich „Mistrz” – stary aktor. Tuż przed wybuchem wojny miał on szansę na pierwszą w swoim życiu poważną rolę do odegrania. Opowiada on młodemu o teatrze. Wierzy, że po wojnie zagra Makbeta, i od trzech lat pracuje nad tą rolą. Ma kolekcję przekładów tej sztuki i opracował nawet jej własną koncepcję, dostosowaną do jego wieku. Tymczasem gestapo poszukuje winnych wysadzenia torów kolejowych (to właśnie wtedy młodemu aktorowi udało się zbiec). Niemcy biorą zakładników spośród osób przebywających w domu, wybierając przedstawicieli inteligencji. Ponieważ w kenkarcie „Mistrza” widnieje jako zawód Buchhalter (niem. księgowy), początkowo nie biorą go pod uwagę. Stary aktor jednak za wszelką cenę chce udowodnić, że jest artystą. W tym celu, na życzenie gestapowców, odgrywa monolog ze sztyletem, kończąc w języku niemieckim: Und, aufgeschreckt von seinem wachen Knecht, Dem Wolf, der heulend ihm die Stunde ruft, Schreitet der hagre Mord. Niemcy stwierdzają, że rzeczywiście, jest aktorem i „Mistrz” zajmuje miejsce mecenasa (Henryk Borowski) pod ścianą z zakładnikami – u boku nauczycielki, doktora (Andrzej Łapicki) i pianisty (Andrzej Żarnecki). Zakładnicy zostają rozstrzelani, a młody aktor wędruje dalej.
Poruszony tą opowieścią, reżyser pozwala młodemu aktorowi na odegranie roli Makbeta tak, jak chce.

## Obsada
- Janusz Warnecki – aktor „Mistrz”
- Ignacy Gogolewski – młody aktor
- Ryszarda Hanin – nauczycielka Zofia Kowalska
- Henryk Borowski – mecenas (adwokat)
- Zbigniew Cybulski – reżyser Makbeta
- Andrzej Łapicki – doktor Roman Kawski
- Igor Śmiałowski – gestapowiec
- Andrzej Żarnecki – pianista
- Andrzej Szenajch – gestapowski tłumacz
- Józef Nalberczak – mieszkaniec domu pani Kowalskiej
- Juliusz Kalinowski – mieszkaniec domu pani Kowalskiej
- Elżbieta Borkowska-Szukszta − młoda kobieta (nie występuje w czołówce)[1], mieszkanka domu pani Kowalskiej

## Nagrody
- 1966, festiwal Prix Italia, Palermo – Prix Italia w kategorii „Dramat” (Prix Italia for original dramatic programmes)[5][6]. Nagrodzono zarówno za scenariusz, jak i za reżyserię[1].
- 1970 – Nagroda Państwowa I stopnia dla Zdzisława Skowrońskiego (przyznana pośmiertnie)[1]